# Campionati europei di 49er & 49er FX 2011
I Campionati europei di 49er & 49er FX 2011 si sono svolti a Helsinki, in Finlandia, dal 30 giugno al 15 luglio.

## Podi
| Evento | Oro                                             | Argento                                        | Bronzo                                  |
| 49er   | Regno Unito Dylan Fletcher-Scott Stuart Bithell | Danimarca Emil Toft Nielsen Simon Toft Nielsen | Austria Nico Delle Karth Nikolaus Resch |

## Medagliere
| Posiz. | Nazione     | Oro | Argento | Bronzo | Totale |
| ------ | ----------- | --- | ------- | ------ | ------ |
| 1      | Regno Unito | 1   | 0       | 0      | 1      |
| 2      | Danimarca   | 0   | 1       | 0      | 1      |
| 3      | Austria     | 0   | 0       | 1      | 1      |
| Totale | Totale      | 1   | 1       | 1      | 3      |